# Nouvelles Écoutes
Nouvelles Écoutes est une société française de production de podcasts, crée fin 2016 par les journalistes Lauren Bastide (ancienne rédactrice en chef à Elle et productrice de l’émission estivale Les savantes sur France Inter), et Julien Neuville (reporter indépendant). La société produit des formats variés : entretiens, séries documentaire, enquêtes, radio-crochet littéraire. Nouvelles écoute a remporté le grand prix de la fiction radiophonique de la société des gens de lettres pour la fiction Le Nuage.
Les podcasts de Nouvelles écoutes sont accessibles gratuitement, la société gagnant de l'argent grâce à la publicité et le sponsoring.

## Modèle économique
Les émissions de l'entreprise "Nouvelles Écoutes" sont disponibles en libre accès. Le business model, selon Noémie Gmür, « alterne contenus à destination des marques, publicité et adaptation en livres ».
Pour la fin de l'année 2018, le studio revendique 1,2 million de téléchargements, de ses podcasts originaux par mois. Les revenus sont tirés de la publicité sous forme de sponsoring. En début d’émission, l’animateur.ice. lit un message publicitaire parlant de la marque. Les annonceurs peuvent également acheter une campagne sur plusieurs podcasts, où les messages sont adaptés à la cible d’audience.
La majorité des revenus de Nouvelles Écoutes repose sur le marketing de contenu. Mi-avril, l’activité pèse pour 75 % de ses revenus. Le studio produit ainsi des podcast en marque blanche pour des annonceurs. Les marques faisant appel à leur service peuvent être des marques luxe et lifestyle.
En juin 2019, Nouvelles Écoutes lance « Rond Central », un podcast dédié au championnat de France de football animé par Pierre Desmarest, journaliste et chroniqueur à Canal +.
D'autres nouveautés sont lancées en octobre 2019, des projets autofinancés, puis, en janvier 2020, une série en cinq épisodes, interprétée entre autres par Emmanuelle Devos et Damien Bonnard.
L'entreprise compte en 2019 quinze salariés et collabore avec des marques comme Chanel, colette, Figaret, la ligue 1 de football, Hugo Boss, Red Bull.
En décembre 2020, après avoir fait face à des difficultés financières liées à la publicité et conclu un accord d'édition avec Marabout, Lauren Bastide quitte la présidence de "Nouvelles Écoutes" tout en restant actionnaire minoritaire.

## Programmes
Nouvelles écoutes produit un podcast de Lauren Bastide nommé La Poudre. Dans le flux Intime et Politique proposé par Lauren Bastide, Juste avant est un podcast en 8 épisodes créé par Ovidie, et la série La Politique des putes est une enquête dans laquelle Océan donne la parole aux travailleuses du sexe,.
Bouffons est un podcast culinaire présenté par Guilhem Malissen. Impliqué dans l'affaire de la Ligue du LOL, celui-ci est suspendu de la plateforme en février 2019.
Le Nuage est une fiction en cinq épisodes Interprétée notamment par Emmanuelle Devos et Damien Bonnard
Quouïr est un podcast sur l'histoire des personnes LGBTQI+.
Dans Cours, Redwane, cours !, le journaliste Redwane Telha évoque sa préparation pour le Marathon de Paris 2021.